# Női 3000 méteres rövidpályásgyorskorcsolya-váltó az 1994. évi téli olimpiai játékokon
Az 1994. évi téli olimpiai játékokon a rövidpályás gyorskorcsolya női 3000 méteres váltó versenyszámát február 24-én rendezték Hamarban. Az aranyérmet a dél-koreai csapat nyerte meg. A versenyszámban nem vett részt magyar csapat.

## Rekordok
A versenyt megelőzően a következő rekordok voltak érvényben:
| Világrekord     | Kanada (CAN) | 4:26,56 | Peking, Kína               | 1993. március 2.  |
| Olimpiai rekord | Japán (JPN)  | 4:37,08 | Albertville, Franciaország | 1992. február 20. |

A versenyen új olimpiai rekord született:
| Kanada (CAN)    | 4:26,94 | Hamar, Norvégia | 1994. február 24. |
| Dél-Korea (KOR) | 4:26,64 | Hamar, Norvégia | 1994. február 24. |

## Eredmények
A két futamból az első két helyezett jutott az A-döntőbe, a harmadik és negyedikek a B-döntőbe kerültek. A rövidítések jelentése a következő:
- QA: az A-döntőbe jutott
- QB: a B-döntőbe jutott
- OR: olimpiai rekord

### Elődöntők
| Helyezés | Csapat                 | Idő      | Mj       |
| 1. futam | 1. futam               | 1. futam | 1. futam |
| -------- | ---------------------- | -------- | -------- |
| 1.       | Kanada (CAN)           | 4:26,94  | QA, OR   |
| 2.       | Dél-Korea (KOR)        | 4:27,15  | QA       |
| 3.       | Oroszország (RUS)      | 4:33,47  | QB       |
| 4.       | Olaszország (ITA)      | 4:45,18  | QB       |
| 2. futam |                        |          |          |
| 1.       | Kína (CHN)             | 4:32,14  | QA       |
| 2.       | Egyesült Államok (USA) | 4:35,52  | QA       |
| 3.       | Hollandia (NED)        | 4:45,56  | QB       |
| 4.       | Franciaország (FRA)    | 4:55,24  | QB       |

### B-döntő
| Helyezés | Csapat              | Idő     | Mj |
| -------- | ------------------- | ------- | -- |
| 1.       | Olaszország (ITA)   | 4:34,46 |    |
| 2.       | Oroszország (RUS)   | 4:34,60 |    |
| 3.       | Hollandia (NED)     | 4:45,40 |    |
| 4.       | Franciaország (FRA) | 4:59,94 |    |

### A-döntő
| Helyezés | Csapat                 | Idő      | Mj |
| -------- | ---------------------- | -------- | -- |
| Arany    | Dél-Korea (KOR)        | 4:26,64  | OR |
| Ezüst    | Kanada (CAN)           | 4:32,04  |    |
| Bronz    | Egyesült Államok (USA) | 4:39,34  |    |
| –        | Kína (CHN)             | kizárták |    |

### Végeredmény
| Helyezés | Csapat |
| -------- | --- |
| Arany    | Dél-Korea (KOR) · Cson Igjong · Kim Szohi · Kim Junmi · Von Hjegjong                                      |
| Ezüst    | Kanada (CAN) · Christine Boudrias · Isabelle Charest · Sylvie Daigle · Nathalie Lambert                   |
| Bronz    | Egyesült Államok (USA) · Amy Peterson · Cathy Turner · Nikki Ziegelmeyer · Karen Cashman                  |
| 4.       | Olaszország (ITA) · Barbara Baldissera · Marinella Canclini · Katia Colturi · Katia Mosconi · Mara Urbani |
| 5.       | Oroszország (RUS) · Jekatyerina Mihajlova · Marina Pilajeva · Jelena Tyihonova · Viktorija Troickaja      |
| 6.       | Hollandia (NED) · Penèlope di Lella · Anke Jannie Landman · Priscilla Ernst · Esmeralda Ossendrijver      |
| 7.       | Franciaország (FRA) · Valérie Barizza · Sandrine Daudet · Sandra Deleglise · Laure Drouet                 |
| 8.       | Kína (CHN) · Su Xiaohua · Wang Xiulan · Yang Yang (S) · Zhang Yanmei                                      |